# Zuidelijke witwangdwergooruil
De zuidelijke witwangdwergooruil (Ptilopsis granti synoniem: Otus leucotis granti) is een vogel uit de familie Strigidae (uilen). In de vorige eeuw werd de soort nog beschouwd als ondersoort van wat nu de noordelijke witwangdwergooruil heet.

## Kenmerken
De vogel is 22 tot 24 cm lang en weegt 185 tot 275 g, het vrouwtje is gemiddeld 40 g zwaarder. Deze uil lijkt sterk op de noordelijke witwangdwergooruil, maar is donkerder, minder okerkleurig. De zwarte markeringen rond het oog zijn meer uitgesproken en contrasteren sterker met het witte "gezicht". De iris is oranjerood tot felrood. De klauwen zijn forser dan die van de noordelijke soort.

## Verspreiding en leefgebied
Deze soort komt voor van Gabon tot zuidelijk Oeganda en zuidwestelijk Kenia, zuidelijk tot Namibië en Zuid-Afrika (KwaZoeloe-Natal).
Het leefgebied bestaat uit half open landschappen met verspreid bomen, doornig struikgewas maar ook bos langs waterlopen en open aan de randen van dicht bos. De vogel komt in Malawi tot op 1600 m boven de zeespiegel voor.

## Status
De grootte van de wereldpopulatie is niet gekwantificeerd. De vogel is plaatselijk algemeen maar op andere plaatsen weer schaarser. Men veronderstelt dat de soort in aantal stabiel is. Om deze redenen staat de zuidelijke witwangdwergooruil als niet bedreigd op de Rode Lijst van de IUCN.